# Фрич, Антонин
Антонин Фрич (чеш. Antonín Jan Frič; 1832—1913) — чешский зоолог и палеонтолог. Дядя чешского ботаника, этнографа и исследователя Альберто Войтеха Фрича (1882—1944).

## Биография
Антонин Фрич родился в 1832 году в Праге и изучал там в университете юридические науки, а затем медицину. В 1860 году доктор медицины, с 1862 года начал читать лекции при высшем техническом училище, а с 1863 года при университете в Праге. 
Впоследствии назначен профессором зоологии и директором палеонтологического и зоологического отделений Королевского чешского музея.

## Труды
- «Naturgeschichte der Vögel Europas» (Прага, 1853—1872);
- «Cephalopoden der böhmischen Kreideformation» (вместе с Шлёнбахом, Прага, 1872);
- «Geologische Bilder aus der Vorzeit Böhmens» (Прага, 1873);
- «Reptilien und Fische der böhmischen Kreideformation» (Прага, 1878);
- «Fauna der Gaskohle und der Kalksteine der Permformation Böhmens» (3 т., Прага, 1879—1896);
- «Fossile Arthropoden aus der Stenikohlen und Kreideformation Böhmens» (в сочинении Neumayr u. Mojsisovics, «Beitr. z. Paläont. Böhmens», 1885);
- «Die Crustaceen der böhmischen Kreideformation» (вместе с И. Кафка, Прага, 1887);
- «Studien im Gebiet der Böhmischen Kreideformation» (Прага, 1893);
- «Ueber neue Wirbelthiere aus der Permformation Böhmens» (Прага, 1896).